# Tealidium jungerseni
Tealidium jungerseni is een zeeanemonensoort uit de familie Actinostolidae.
Tealidium jungerseni is voor het eerst wetenschappelijk beschreven door Carlgren in 1921.